# مانسفيلد ايه بونتفراكت (كيبك)
مانسفيلد ايه بونتفراكت (بالإنجليزية: Mansfield-et-Pontefract, Quebec)‏ هي بلدية محلية في كيبيك تقع في كندا في Pontiac Regional County Municipality. يقدر عدد سكانها بـ 2,204 نسمة ومساحتها 525.10 كم2 .